# ربیع سفیانی
ربیع سفیانی (انگلیسی: Rabee Sufyani؛ زادهٔ ۲۶ ژانویهٔ ۱۹۸۷) یک بازیکن فوتبال اهل عربستان سعودی است.
از باشگاه‌هایی که در آن بازی کرده‌است می‌توان به التعاون عربستان، النصر عربستان، الفتح عربستان، و الفتح عربستان، اشاره کرد.